# Prayers on Fire
Albums de 
The Birthday Party
The Birthday Party
(1980) Junkyard
(1982)
Prayers on Fire est le deuxième album de The Birthday Party, sorti en 1981 sous le label 4AD, et le premier du groupe sous un label d'envergure internationale.
Après avoir quitté l'Australie en vue d'élargir ses horizons en Grande-Bretagne, le groupe était retourné à Melbourne pour enregistrer cet album. Certains membres du groupe de Melbourne Equal Local ont contribué à la section cuivres du titre Nick the Stripper (le nom du joueur de saxophone ténor Mick Hauser a été mal orthographié - Mick Hunter - sur la pochette du disque).

## Tracklisting
1. Zoo-Music Girl (Rowland S. Howard, Nick Cave) - 2:38
2. Cry (Cave) - 2:42
3. Capers (Howard, Genevieve McGuckin) - 2:39
4. Nick the Stripper (Cave) - 3:52
5. Ho-Ho (McGuckin, Howard) - 3:07
6. Figure of Fun (Cave, Howard) - 2:48
7. King Ink (Cave, Howard) - 4:41
8. A Dead Song (Cave, Anita Lane) - 2:13
9. Yard (Cave) - 5:04
10. Dull Day (Howard) - 3:04
11. Just You and Me (Cave, Mick Harvey) - 2:03
12. Blundertown (Howard) - 3:10 (uniquement sur l'édition CD)
13. Kathy's Kisses (Cave) - 4:05 (uniquement sur l'édition CD)
14. Prayers on fire (Cave) - (uniquement sur l'édition vinyl)

## Formation
- Nick Cave - chant, saxophone, batterie
- Rowland S. Howard - guitare, chant, saxophone
- Mick Harvey - orgue, piano, guitare, chant
- Tracy Pew - basse, clarinette, contrebasse
- Phill Calvert - batterie
- Phillip Jackson - trompette
- Mick Hauser - saxophone ténor
- Stephen Ewart - trompette